# Gymnostachyum ceylanicum
Gymnostachyum ceylanicum là một loài thực vật có hoa trong họ Ô rô. Loài này được Arn. & Nees mô tả khoa học đầu tiên năm 1837.

## Hình ảnh

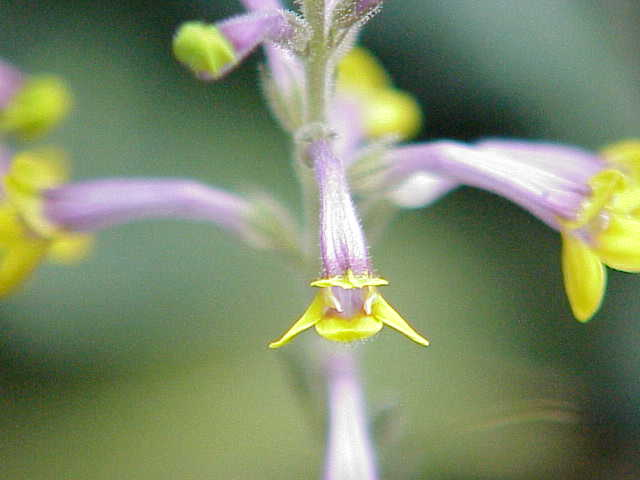
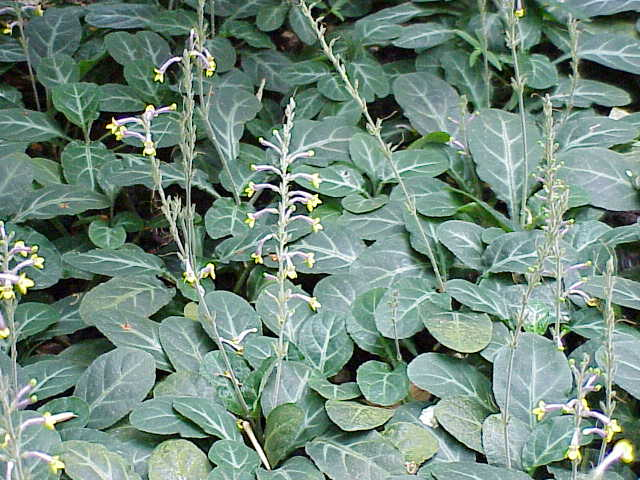